# Tsitana dicksoni
Dickson's Sylph (Tsitana dicksoni) là một loài bướm ngày thuộc họ Hesperiidae. Nó được tìm thấy ở Nam Phi ở đó nó is only known from the Franschhoek Pass and Klein Drakenstein Mountains in phía tây Cape and Garcia's and Robinson Pass.
Sải cánh dài 35–37 mm đối với con đực and 40-42 đối với con cái. Con trưởng thành bay từ tháng 11 đến tháng 12. Có một lứa một năm.
The larvae possibly feed on Pseudopentameris macrantha.